# Olesicampe brachyura
Olesicampe brachyura är en stekelart som först beskrevs av William Harris Ashmead 1890.  Olesicampe brachyura ingår i släktet Olesicampe och familjen brokparasitsteklar. Inga underarter finns listade i Catalogue of Life.